# Hugo Vandenberghe
Pour les articles homonymes, voir Vandenberghe.
Hugo Vandenberghe, né le 28 mars 1942 à Courtrai est un homme politique belge flamand, membre du CD&V.
Il est docteur en droit, licencié en notariat et agrégé de l’enseignement supérieur universitaire (KUL). Il est avocat et professeur extraordinaire émérite (KULeuven). 
Il fut conseiller de différents cabinets ministériels (1972-1977), membre de la Commission permanente de Contrôle linguistique (1977-1981) et de la Commission européenne des droits de l’homme (1984-1990); il fut président du CA du Centrum voor vorming van zelfstandigen en KMO (1999-2002) et administrateur d' Interleuven (2000-2007). Il est membre du CA et du bureau de Syntra-Anvers - Brabant flamand (depuis 2002).

## Distinctions
- Grand officier de l’Ordre de Léopold (2007)
- Commandeur de l’Ordre de Léopold II (1990)

## Fonctions politiques
- 1991-1999 : sénateur coopté
- 1995-     : conseiller communal à Rotselaar
- 1999-     : sénateur élu direct
- 2003-     : vice-président du Sénat
- 2007-     : échevin à Rotselaar